# Col des Fours (massif de la Vanoise)
Pour les articles homonymes, voir Col des Fours.
Le col des Fours est un col de France situé dans le massif de la Vanoise, en Savoie, entre le Pélaou Blanc et la pointe des Fours. Situé non loin du refuge du Fond des Fours et du col de l'Iseran, il est accessible par une variante du sentier de grande randonnée 5.